# Lutyńsk
Lutyńsk (ukr. Лютинськ) – wieś na Ukrainie, w obwodzie rówieńskim, w rejonie sarneńskim, w hromadzie Dąbrowica. W 2001 liczyła 1307 mieszkańców, spośród których 1304 wskazało jako ojczysty język ukraiński, 2 rosyjski, a 1 białoruski.
W okresie międzywojennym wieś znajdowała się w granicach II RP, wchodząc w skład gminy Wysock w powiecie stolińskim, w województwie poleskim.